# Râul Bulata
Bulata este un curs de apă, afluent de stânga al râului Căinar din Republica Moldova. Bazinul râului este amplasat pe Podișul Nistrului, slab dezmembrat, versanții abrupți ai vâlcelelor și văilor sunt acoperiți cu vegetație de stepă. Rețeaua hidrografică este reprezentată de râul principal și de 15 afluenți scurți curgând de prin hârtoape - vâlcele uscate în perioada de vară. Regimul hidrologic al râului se caracterizează prin prin prezența podului de gheață instabil - iarna. Primăvara în albie ajung apele nivale. Perioada de vară - toamnă se atestă lipsa scurgerii, cu excepția zilelor ploioase.